# Federația Română de Tenis
Federația Română de Tenis (FRT) este organismul ce promovează și organizează tenisul în România. Înființată în anul 1929, este membră a Comitetului Olimpic Român (COSR), al Federației Internaționale de Tenis (ITF) și Tenis Europe.

## Președinți
- 1997-2008 Ilie Năstase[2]
- 2008-2009 Dumitru Hărădău[3]
- 2009-2013 Ruxandra Dragomir[4]
- 2013-2019 George Cosac[5]
- 2019-2021 Ion Țiriac[6]
- 2021-prezent George Cosac[7]

## Vezi și
- Tenis în România
- Sportul în România
- Simona Halep

## Legături externe
- Site web oficial